# Paraguayischer Fußballer des Jahres
Die Auszeichnung Paraguayischer Fußballer des Jahres wird seit 1997 von der paraguayischen Tageszeitung ABC Color, die in der Hauptstadt Asunción erscheint, vergeben. Mit dem Preis wird der herausragende paraguayische Spieler des Jahres – unabhängig von der Liga, in der er spielt – ausgezeichnet.
Rekordsieger mit drei Ehrungen, die er zwischen 2000 und 2003 erhielt, ist José Cardozo, der beim mexikanischen Verein Deportivo Toluca spielte.

## Bisherige Titelträger
| Jahr | Journalistenwahl       | Journalistenwahl                | öffentliche Wahl    | öffentliche Wahl                |
| Jahr | Name                   | Verein(e)                       | Name                | Verein(e)                       |
| ---- | ---------------------- | ------------------------------- | ------------------- | ------------------------------- |
| 1997 | Carlos Gamarra         | Benfica Lissabon                |                     |                                 |
| 1998 | Carlos Gamarra         | Corinthians                     |                     |                                 |
| 1999 | Roque Santa Cruz       | Olimpia Asunción Bayern München |                     |                                 |
| 2000 | José Saturnino Cardozo | Deportivo Toluca                |                     |                                 |
| 2001 | Roberto Acuña          | Real Saragossa                  |                     |                                 |
| 2002 | José Saturnino Cardozo | Deportivo Toluca                |                     |                                 |
| 2003 | José Saturnino Cardozo | Deportivo Toluca                |                     |                                 |
| 2004 | Justo Villar           | Newell’s Old Boys               | Justo Villar        | Newell’s Old Boys               |
| 2005 | Julio Dos Santos       | Cerro Porteño                   | Julio Dos Santos    | Cerro Porteño                   |
| 2006 | Óscar Cardozo          | Club Nacional Newell’s Old Boys | Óscar Cardozo       | Club Nacional Newell’s Old Boys |
| 2007 | Salvador Cabañas       | Club América                    | Nelson Valdez       | Borussia Dortmund               |
| 2008 | Claudio Morel          | Boca Juniors                    | Salvador Cabañas    | Club América                    |
| 2009 | Óscar Cardozo          | Benfica Lissabon                | Salvador Cabañas    | Club América                    |
| 2010 | Lucas Barrios          | Borussia Dortmund               | Nelson Valdez       | Hércules                        |
| 2011 | Pablo Zeballos         | Club Olimpia                    | Pablo Zeballos      | Club Olimpia                    |
| 2012 | Pablo César Aguilar    | Sportivo Luqueño Club Tijuana   | Fidencio Oviedo     | Cerro Porteño                   |
| 2013 | Ángel Romero           | Cerro Porteño                   | Pablo César Aguilar | Club Tijuana                    |
| 2014 | Fernando Fernández     | Club Guaraní                    | Fernando Fernández  | Club Guaraní                    |
| 2015 | Derlis González        | FC Basel Dynamo Kiew            | William Mendieta    | Palmeiras                       |
| 2016 | Rodrigo Rojas          | Cerro Porteño                   | Rodrigo Rojas       | Cerro Porteño                   |
| 2017 | Miguel Almirón         | Atlanta United                  | Miguel Almirón      | Atlanta United                  |
| 2018 | Miguel Almirón         | Atlanta United                  | Roque Santa Cruz    | Club Olimpia                    |
| 2019 | Roque Santa Cruz       | Club Olimpia                    | Roque Santa Cruz    | Club Olimpia                    |
| 2020 | nicht durchgeführt     |                                 | nicht durchgeführt  |                                 |
| 2021 | Gustavo Gómez          | Palmeiras                       | Gustavo Gómez       | Palmeiras                       |
| 2022 | Miguel Almirón         | Newcastle United                | Miguel Almirón      | Newcastle United                |
| 2023 | Mathías Villasanti     | Grêmio                          | Mathías Villasanti  | Grêmio                          |